# Isolationsmessung

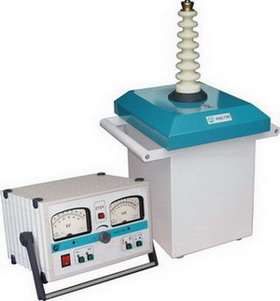
Hochspannungs-Prüfgerät AID-70M; Prüfgleichspannung bis 70 kV, Prüfwechselspannung (50 Hz) bis 50 kV

Eine Isolationsmessung ist eine Messung des Isolationswiderstands und dient der Prüfung der Isolation, um deren Sicherheit oder Fehlerfreiheit zu erkennen.
Der Nachweis des Isolationswiderstandes durch Messungen ist gesetzlich für elektrische Betriebsmittel in vielen Zusammenhängen vorgeschrieben und in Normen gefasst. Die Messung dient der Beurteilung von Funktionsfähigkeit und Sicherheit und kann frühzeitig Mängel aufzeigen. Beispielsweise reagieren Schutzschalter erst bei unzweifelhafter Gefahr, wenn etwa an Fehlerstellen von Leitungen für Steckdosen mit Schutzkontakt thermische Leistungen ab rund 4000 Watt auftreten. Weiterhin dient die Isolationsmessung der systematischen Fehlersuche und ist eine Methode, Isolierstoffe und konstruktive Isolationslösungen zu beurteilen.

## Gesetzliche Anforderungen

### Messbedarf
Isolationsmessungen müssen bei Neuanlagen, Umbauten, Änderungen, Reparaturen, Elektrofahrzeugen im Straßenverkehr und in Störungsfällen durchgeführt werden. Bei zu geringen Isolationswiderständen von Elektrofahrzeugen, die bei der Hauptuntersuchung gemessen werden, droht der Verlust der allgemeinen Betriebserlaubnis und somit des Versicherungsschutzes. Außerdem sind für gewerbliche Anlagen regelmäßige Wiederholungsprüfungen in zeitlich geregelten Abständen vorgeschrieben. Auch im privaten Sektor sollte der Zustand der elektrischen Anlage in gewissen zeitlichen Abständen geprüft werden, da sich Isolationswerte durch Alterung, Witterung, Feuchtigkeit, Beschädigungen, thermischen Einflüssen, Überlastung oder andere Ursachen verschlechtern können.
In Deutschland wird der Anlass für Isolationsmessungen in der Deutschen Gesetzlichen Unfall Versicherung „DGUV Vorschrift 3“ (ehemals BGV A3) geregelt.

### Messverlauf

Isolationsmessung bei Geräten

Der Isolationswiderstand ist zwischen jedem aktiven Leiter und dem Schutzleiter oder Erde zu messen. Da der Isolationswiderstand mit der Länge der Leitungen immer kleiner wird, gilt als Faustregel, dass nur der Anlagenteil nach dem letzten vorgeschalteten Sicherungselement zur Beurteilung herangezogen wird. Bei Hausinstallationen heißt das, dass jeder einzelne Stromkreis den Mindest-Isolationswiderstand einhalten muss, die gesamte Anlage aber einen niedrigeren Wert haben kann.
In der DIN VDE 0100-600:2017-06 wurde die Vorgabe (wieder) aufgenommen, dass auch die aktiven Leiter (L1-3 & N) zusätzlich auch untereinander gemessen werden sollen. Dies ist allerdings nur sinnvoll, wenn ausgeschlossen ist, dass man nicht durch (eingeschaltete) Verbraucher misst. Diese würden das Messergebnis stark verfälschen, oder könnten sogar beschädigt werden.
Vorab ist die Durchgängigkeit des Schutzleiters zu prüfen. Eine Unterbrechung würde andernfalls ein fälschlich positives (hochohmiges) Messergebnis vortäuschen, sofern der Fehler nach der Unterbrechung liegt.

#### Messlauf
Die Messung erfolgt in einzelnen Schritten der Reihenfolge Schutzleiter (PE) gegen Neutralleiter (N) und dann Schutzleiter gegen alle Außenleiter (L1, L2, L3), sowie die aktiven Leiter untereinander. Eine feste Reihenfolge ist allerdings nicht vorgeschrieben. Gemessen wird durch Einspeisung einer hohen Messspannung bei einem geringen Messstrom (ca. 1 mA bis maximal 12 mA), um einen Stromunfall, die Entstehung eines Brandes oder sonstige Beschädigungen zu  vermeiden. Ein Zusammenbruch der Messspannung bzw. ein zu geringer Messwert ist dann Indiz für einen Isolationsfehler oder Überschlag.
Qualifizierte Messverfahren sind national und international in Normen und Standards, wie etwa EN, VDE, ÖVE, NIN, beschrieben.

### Grenzwerte für Isolationswiderstände
Nationale Normungen führten in der Vergangenheit zu verschiedenen Messbedingungen, ohne dass spezielle physikalische Begründungen vorlagen. Die Einführung von europäischen Normen führte zur Vereinheitlichung.

#### Deutschland

##### Erstprüfungen neuer Anlagen und Geräte
Bis 1987 galt die Faustregel 1000 Ω pro Volt der Messspannung. Die Erstprüfung von Neuanlagen erfolgt nach DIN VDE 0100-600:2017-06, welche die DIN VDE 0100-610:2008-06 mit Übergangsfrist zum 17. März 2020 ablöst.
| Nennspannung der Anlage                                                                          | Messspannung | Isolationswiderstand |
| ------------------------------------------------------------------------------------------------ | ------------ | -------------------- |
| Kleinspannungsstromkreise mit sicherer elektrischer Trennung SELV/PELV                           | 250 V DC     | ≥ 0,50 MΩ            |
| bis einschließlich 500 V, sowie Kleinspannungsstromkreise ohne sichere elektrische Trennung FELV | 500 V DC 1   | ≥ 1 MΩ               |
| über 500 V bis 1000 V                                                                            | 1000 V DC    | ≥ 1 MΩ               |

| Bemessungsspannung | Anzulegende Gleichspannung 1 |
| ------------------ | ---------------------------- |
| U ≤ 1000 V         | 500 V                        |
| 1000 V bis 2500 V  | 500 V bis 1000 V             |
| 2501 V bis 5000 V  | 1000 V bis 2500 V            |
| 5001 V bis 12000 V | 2500 V bis 5000 V            |
| > 12000 V          | 5000 V bis 10000 V           |

| Prüfobjekt                                                                               | Mindestisolationswiderstand Ri1 1 |
| ---------------------------------------------------------------------------------------- | --------------------------------- |
| Niederspannungs-Runddraht- und Formspulenwicklungen sowie Gleichstromankerwicklungen     | 5 MΩ                              |
| Hochspannungsisoliersysteme auf Kunstharzbasis (Formspulenwicklung)                      | 100 MΩ                            |
| Hochspannungsisoliersysteme auf Schellack- und Asphaltbasis sowie alle Erregerwicklungen | (Bemessungsspannung [kV] + 1) MΩ  |

| Stromkreis                                                        | Norm            | Messspannung                                                              | Isolationswiderstand |
| ----------------------------------------------------------------- | --------------- | ------------------------------------------------------------------------- | -------------------- |
| Hauptstromkreise gegen Schutzleitersystem (bis 1 kV) 1            | DIN EN 60204-1  | 500 V DC                                                                  | ≥ 1 MΩ               |
| Hauptstromkreise gegen Schutzleitersystem (über 1 kV bis 36 kV) 2 | DIN EN 60204-11 | der kleinere Wert einer Spannung, gleich der Bemessungsspannung oder 5 kV | ≥ 1 MΩ               |

##### Wiederkehrende Prüfung elektrischer Anlagen
DIN VDE 0105-100 definiert Anforderungen für den Betrieb von elektrischen Anlagen. Für das Erhalten des ordnungsgemäßen Zustands ist u. a. die Wiederkehrende Prüfung durch Messen vorgeschrieben. Für Anlagen mit Nennspannungen bis AC 1000 V und DC 1500 V gelten für den Isolationswiderstand nachfolgende Angaben. Für elektrische Anlagen mit Nennspannungen über 1 kV wird auf DIN VDE 0101 ohne direkte Angaben zu einer Isolationsmessung verwiesen.
Die Messverfahren und Grenzwerte entsprechen DIN VDE 0100-600. In nicht feuergefährdeten Betriebsstätten oder explosionsgeschützten Bereichen dürfen für die Messung alle aktiven Leiter miteinander verbunden werden. Die Messung des Isolationswiderstandes ist mit Gleichspannung durchzuführen. Die Messspannung muss bei Belastung des Messgerätes mit 1 mA mindestens gleich der Nennspannung der Anlage sein. Die Spannungsangabe in Ω/V bezieht sich auf die Nennspannung der elektrischen Anlage.
Die Häufigkeit der Messungen wird eigenständig unter Berücksichtigung verschiedener Risiken festgelegt, sie kann aber auch durch gesetzliche oder nationale Bestimmungen vorgegeben sein.
| Randbedingungen | Isolationswiderstand |
| --- | --- |
| Allgemein für Anlagen | Messverfahren und Grenzwerte nach DIN VDE 0100-600 (≥ 1 MΩ)                                                                                   |
| mit angeschlossenen und eingeschalteten Verbrauchern | Riso ≥ 300 Ω je Volt der Nennspannung (z. B. UN = 230 V → Riso = 69 kΩ)                                                                       |
| ohne angeschlossene Verbraucher, aber bei geschlossenen Schalteinrichtungen                                                                                              | Riso ≥ 1000 Ω je Volt der Nennspannung (z. B. UN = 230& V → Riso = 230 kΩ)                                                                    |
| bei Anlagen im Freien, in Räumen oder Bereichen, die zu Reinigungszwecken abgespritzt werden mit angeschlossenen und eingeschalteten Verbrauchern                        | Riso ≥ 150 Ω je Volt der Nennspannung (z. B. UN = 230 V → Riso = 34,5 kΩ)                                                                     |
| bei Anlagen im Freien, in Räumen oder Bereichen, die zu Reinigungszwecken abgespritzt werden ohne angeschlossene Verbraucher, aber bei geschlossenen Schalteinrichtungen | Riso ≥ 500 Ω je Volt der Nennspannung (z. B. UN = 230 V → Riso = 115 kΩ)                                                                      |
| in IT-Systemen | Riso ≥ 50 Ω je Volt der Nennspannung (z. B. UN = 230 V → Riso = 11,5 kΩ)                                                                      |
| Schleifleitungen und Schleifringkörper | kleinere Werte, wenn durch andere Maßnahmen erreicht wird, dass der Ableitstrom nicht zu gefährlichen Berührungsspannungen oder Bränden führt |
| bei Kleinspannung (SELV/PELV) | ≥ 0,25 MΩ bei einer Messspannung von 250 V |
| bei Kleinspannung ohne sichere elektrische Trennung (FELV) | Messen, ob der Körper ordnungsgemäß mit dem Schutzleiter / Potentialausgleichsleiter verbunden ist                                            |

##### Prüfung in Verkehr gebrachter elektrischer Geräte
DIN VDE 0701-0702:2008 definiert die Prüfungen elektrischer Geräte nach Instandsetzungen oder Änderungen (ehemals VDE 0701 und ab 2021 DIN EN 50678/VDE 0701) sowie die Wiederholungsprüfungen (ehemals VDE 0702 und wieder DIN EN 50699/VDE 0702) und dient dem Nachweis der elektrischen Sicherheit. Sie gilt auch für wieder in Verkehr gebrachte Geräte. Sie gilt nicht ausschließlich nur für zumeist ortsveränderliche Geräte, sondern auch für die elektrische Ausrüstung von Geräten, die nicht ausdrücklich als elektrische Geräte bezeichnet werden wie z. B. Gasthermen. Sie gilt nicht für Geräte, bei denen andere Vorschriften und Normen beachtet werden müssen wie z. B. Geräte für den Ex-Bereich, Bergbau oder medizinische Geräte. Sie beschreibt neben der Messung des Isolationswiderstands auch andere erforderliche Prüfungen. Die Messung des Isolationswiderstands ist grundsätzlich mit wenigen spezifischen Ausnahmen (z. B. Geräte der Informationstechnik oder bei SELV Stromkreisen, bei denen eine potentielle Beschädigung des Gerätes erfolgen kann) durchzuführen.
Die Isolation ist zu messen
- zwischen den aktiven Teilen und jedem berührbaren leitfähigen Teil, einschließlich des Schutzleiters (außer PELV),
- bei der Instandsetzung/Änderung zwischen den aktiven Teilen eines Kleinspannungsstromkreises mit sicherer elektrischer Trennung (SELV/PELV) und den aktiven Teilen des Primärstromkreises.

| Prüfobjekt | Prüfobjekt                                          | Grenzwert des Isolationswiderstands |
| --- | --------------------------------------------------- | ----------------------------------- |
| Aktive Teile (nicht SELV/PELV) gegen Schutzleiter und mit dem Schutzleiter verbundene berührbare leitfähige Teile                                                                 | Allgemein                                           | 1 MΩ                                |
| Aktive Teile (nicht SELV/PELV) gegen Schutzleiter und mit dem Schutzleiter verbundene berührbare leitfähige Teile                                                                 | Gerät mit Heizelementen                             | 0,3 MΩ                              |
| Aktive Teile (nicht SELV/PELV) gegen Schutzleiter und mit dem Schutzleiter verbundene berührbare leitfähige Teile                                                                 | Gerät mit Heizelementen mit einer Leistung > 3,5 kW | 0,3 MΩ 1                            |
| Aktive Teile gegen die nicht mit dem Schutzleiter verbundenen berührbare leitfähige Teile (vornehmlich bei Geräten der Schutzklasse II, aber auch bei Geräten der Schutzklasse I) |                                                     | 2 MΩ                                |
| Aktive Teile (nicht SELV/PELV) gegen berührbare leitfähige Teile mit der Schutzmaßnahme SELV/PELV in Geräten der Schutzklasse I)                                                  |                                                     | 2 MΩ                                |
| Bei Instandsetzung/Änderung zwischen den aktiven Teilen eines SELV/PELV-Stromkreises und den aktiven Teilen eines Primärstromkreises                                              |                                                     | 2 MΩ                                |
| Aktive Teile mit den Schutzmaßnahmen SELV/PELV gegen berührbare leitfähige Teile                                                                                                  |                                                     | 0,25 MΩ                             |

Der Wert der Messspannung muss mindestens der Bemessungsspannung des zu prüfenden Gerätes gegen Erde entsprechen, aber nicht weniger als 500 V Gleichspannung betragen. Der Messstrom muss bei den Grenzwerten der Tabelle mindestens 1 mA betragen.
Wenn mit der Messeinrichtung auch Geräte mit integrierten Überspannungsableitern oder SELV/PELV geprüft werden sollen, darf hierfür die Messspannung 250 V Gleichspannung betragen.

#### Österreich
Der Isolationswiderstand der Anlagenteile ohne Verbrauchsgeräte zwischen zwei Überstrom-Schutzeinrichtungen oder nach der letzten Überstrom-Schutzeinrichtung muss mindestens den Werten der Tabelle entsprechen.
| Nennspannung der Anlage  | Messspannung | Isolationswiderstand |
| ------------------------ | ------------ | -------------------- |
| Spannungen bei SELV/PELV | 250 V        | ≥ 0,25 (0,5)MΩ       |
| bis 500 V                | 500 V 1      | ≥ 0,5 (1,0)MΩ        |
| über 500 V bis 1000 V    | 1000 V       | ≥ 1 MΩ               |

| Typ              | Widerstand                                                  | Spannung |
| ---------------- | ----------------------------------------------------------- | -------- |
| Schutzklasse I   | > 0,3 MΩ (mit Heizelementen) 1 > 1,0 MΩ (ohne Heizelemente) | 500 V    |
| Schutzklasse II  | > 2,0 MΩ                                                    | 500 V    |
| Schutzklasse III | > 0,25 MΩ                                                   | 500 V    |

Die Messgleichspannung der Messeinrichtung darf nicht weniger als 500 V bei einem Lastwiderstand von 0,5 MΩ betragen.

## Messung

### Messspannung
Um kapazitive und induktive Einflüsse auszuschließen, wird Gleichspannung zum Messen verwendet. Die Höhe der Messspannung muss mindestens der Betriebsspannung der Anlage entsprechen. Gebräuchliche Werte sind 250 V für Fernmelde- und Kleinspannungsanlagen, 500 V für Hausinstallationen sowie Hausgeräte und 1000 V für Niederspannungsmotoren. Nach DIN VDE 0100-600 kann bei Vorhandensein eines Überspannungsableiters/-schutzes die Prüfspannung auf 250 V abgesenkt werden.
Bei Messungen zur Analyse und Fehlerdiagnose werden Gleich- und Wechselspannung verwendet, die Spannungen richten sich nach dem Ziel.

### Messgeräte
Für die Isolationsmessung nach Norm werden unter anderem Kurbelinduktoren verwendet, bei denen die erforderliche hohe Messspannung durch einen kleinen, über Getriebe und Handkurbel angetriebenen Generator erzeugt wird. Es gibt auch Messgeräte mit eingebauten elektronischen Schwingungserzeugern, die die Batteriespannung über einen Transformator hochtransformieren und dann wieder gleichrichten und glätten. Die Messergebnisse werden über Zeigerinstrumente oder digital angezeigt.
Messungen zur Beurteilung einer Isolation für Forschung und Entwicklung oder technologische Umsetzung können prinzipiell auch mit den zertifizierten Geräten zur normgerechten Prüfung durchgeführt werden. Es können jedoch auch beliebige andere Hochspannungsquellen und Messgeräte zur Strom- und Spannungsmessung eingesetzt werden.

### Aussagefähigkeit einer Isolationsmessung
Isolationsmessungen können Schädigung, Alterung, Feuchteeinfluss, Fehler innerhalb oder die Nichteignung eines Isolierstoffes aufzeigen, bevor dieser einen Spannungsdurchschlag erfährt. Eine wichtige Größe bei Gleichspannung ist dabei neben dem Absolutwert des Leckstromes dessen zeitlicher Verlauf:
- Effekt der Polarisation.
der gemessene Leckstrom fällt bei einem intakten Isolierstoff in der ersten Zeit (Sekunden bis Minuten) und nähert sich asymptotisch einem Wert an
- Effekte von Vorschädigung oder Feuchte:
der Leckstrom steigt mit der Zeit an und/oder zeigt diskontinuierliche Verläufe – ein Zeichen für den beginnenden Aufbau eines Entladungskanals oder für die temperaturbedingte Zunahme der Leitfähigkeit einer bereits bestehenden Brücke aus Fremdstoffen oder Zersetzungs-/Pyrolyseprodukten

Wechselspannungstests können bei Auftreten von Vorentladungen den Hinweis liefern, dass Inhomogenitäten, Löcher oder Risse im Isolierstoff vorliegen. Vorentladungsfreiheit deutet hingegen zum Beispiel auf einen lunker- und blasenfreien Gießling (z. B. harzvergossene Wandler) oder eine einwandfreie Vakuumtränkung hin. Auch der technisch-konstruktive Aufbau einer Isolation hinsichtlich ihrer Zuverlässigkeit kann so verifiziert werden, denn Vorentladungen führen immer zur Dauerschädigung der Isolierstoffbarriere. Vorentladungen werden bei Wechselspannungstests mit 50 Hz vorgenommen, indem die höherfrequenten Anteile des Leckstromes analysiert werden.
Verschiedene Effekte versucht man bei Gleichspannungstests anhand der Zeitverläufe und der Spannungsabhängigkeit auseinanderzuhalten:
- der Polarisationsindex ist das Verhältnis der Leckströme nach 1 Minute und nach 10 Minuten: beträgt er 2…>4, geht man davon aus, dass die Anlage in Ordnung ist – der Verlauf ist dann fast ausschließlich Folge der Polarisation
- der Absorptionsindex (dielektrisches Absorptionsverhältnis DAR[3]) ist ähnlich wie zuvor zu werten, hat jedoch Messzeiten von 30 und 60 Sekunden
- der dielektrische Entladungstest trifft Aussagen zur Selbstentladung und wird auch bei Kondensatoren angewandt bzw. als deren Spezifikation angegeben
- die Spannungsabhängigkeit des Isolationswiderstandes (Schrittspannungstest) deutet auf eine schlechte Isolation hin: der Wert sinkt dann mit steigender Spannung und weist auf Löcher, Risse oder spannungsabhängige Schmutzschichten hin